# Retorno de inversión en mercadotecnia
El retorno de inversión en marketing (Marketing ROI) es un indicador financiero de la efectividad de la inversión de mercadeo en la rentabilidad o ganancia de la empresa. Se utiliza para definir valores financieros tangibles de la participación de los planes de medios y su resultado en la variación del margen o el beneficio de una empresa, un comercio, una marca o un producto.

## Principios
Desde el punto de vista contable o financiero, se diferencia de los valores de retorno de inversión porque no mide solamente los ingresos en función a los costos, sino las variables de mercadeo contra el diferencial de crecimiento en las ventas, para períodos determinados, sujetas a cualquier tipo de campaña promocional o el equivalente medible de los valores de branding.
Se utiliza para el diseño de campañas y planes de medios, y para definir las estrategias de mercadeo en función a las variables de lealtad de cliente, valor de por vida de cliente (CLV, customer lifetime value), el valor incremental del cliente (ICV, incremental costumer value) y el desperdicio de clientes (clientes perdidos en lapsos determinados). Lo que ayuda a definir la orientación de la campañas y el diseño y elaboración de los presupuestos de mercadeo y planes de medios.
La orientación de las compañías a la medición del ROI y a la planificación orientada al retorno de inversión es considerada la manera más efectiva de medir la efectividad de las campañas publicitarias, y la definición de estrategias de mercadeo, así como al cuantificar financieramente los valores globales de medición de campañas como los GRP o TRP, los cuales miden la efectividad general de una campaña dentro de un mercado meta en costo por contacto, pero no el impacto directo o el reflejo de una campaña en la venta. Para el 2009, en los Estados Unidos, existía una clara tendencia hacia el uso del ROI como métrica de mercadeo sobre las mediciones tradicionales.
Aún en la actualidad se disputa cual es la mejor medida clave de desempeño para las acciones de marketing, sin embargo otra medida muy utilizada es a través de la investigación de mercados ubicando variables actitudianales en los clientes y/o consumidores tales como: Preferencia, Lealtad, aumento o disminución en la intención de compra, recordación de marca (TOM: Top of Mind) o indicadores más robustos como el Equity Actitudinal.

## Implantación
No existe una fórmula exacta de implantación de medición de retorno de inversión en mercadeo, debido principalmente a las diferencias entres las distintas empresas en la medición de la rentabilidad de las marcas, el manejo y compilación de data y valores de clientes (CLV, ICV, etc.), y las restricciones de registro de datos o confidencialidad de los clientes en las distintas legislaciones.
De cualquier forma, existen valores fijos para la medición del retorno de inversión:
- Costo de las campañas o inversión en mercadeo
- Valor de por vida promedio de un cliente
- Período de la medición
- Valor incremental del cliente
- Diferencial entre la base de clientes fieles (lealtad), el número de clientes nuevos y el desperdicio (clientes perdidos).

## Ejemplo
Vamos a suponer que la empresa, en total, ha recibido $ 70,000.00 en ventas y que $ 25,000.00 han venido de la tienda virtual.
Para mantener el sitio e-Commerce funcionando es necesario invertir $ 5,000.00, mientras que la tienda física necesita $15,000.00.
En este caso, el ROI de nuestro e-Commerce sería:
ROI = (25000 – 5000) x 100 / 5000
ROI = 20 000 x 100 / 5000
ROI = 400%
En otras palabras, usted habría ganado el 400% de retorno, es decir, cada peso invertido, usted recibe $ 4.00 de ganancia.
Mientras tanto, el ROI de la tienda física sería:
ROI = 45.000-15000 x 100
15 000
ROI = 30000 x 100
15 000
ROI = 200%